# Meranti

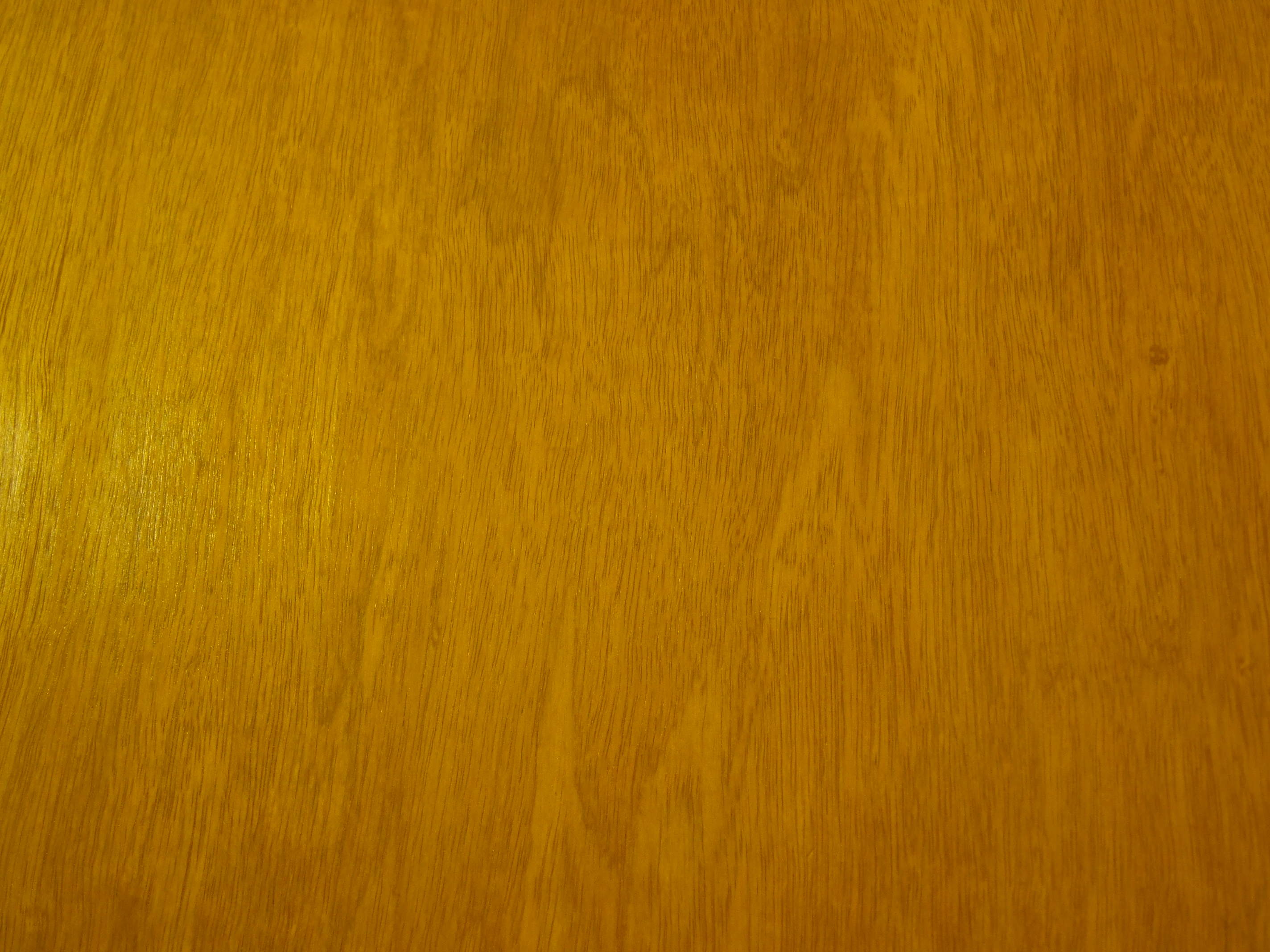
Meranti-Furnier auf einer Innentüre

Meranti bezeichnet eine Gruppe tropischer Laubhölzer, die verschiedenen Arten der Gattung Shorea aus der Familie der Flügelfruchtgewächse entstammen. Man unterscheidet folgende Untergruppen: Light Red Meranti, Dark Red Meranti oder Red Meranti, Yellow Meranti, White Meranti. Synonyme Bezeichnungen für Meranti sind Seraya und Balau. 

## Herkunft
Merantiholz wächst vorwiegend in den Dipterocarpaceen-Wäldern der Länder Malaysia, Brunei und Indonesien. Derzeitige Handelsschwerpunkte sind Malaysia und Indonesien. Sein natürliches Verbreitungsgebiet umfasst jedoch den gesamten südostasiatischen Bereich. Meranti stammt nach Einschätzung von Umweltschutzorganisationen zu einem großen Teil aus illegalem Einschlag und wird z. B. aus Indonesien nach Malaysia geschmuggelt. Deshalb wird sein Einsatz vom WWF und Robin Wood kritisiert, sofern die Herkunft aus nachhaltig genutzten Wäldern nicht mit dem FSC-Siegel zertifiziert ist.

## Beschreibung
Die Bäume erreichen eine Höhe von mehr als 45 Meter. Die Stämme haben einen maximalen Durchmesser von 1,5 Metern und können bis zu 25 Meter astfrei sein. Die Farbe des Holzes variiert von rötlichbraun im Kernholz bis hin zu gelblich und graurosa im Splintholz. Das Holz ist wechseldrehwüchsig und großporig. Axiale Harzkanäle verlaufen auf den Querschnitten in tangentialen Bändern, sind aber auch auf den Längsflächen als dünne, helle Streifen mit bloßem Auge wahrnehmbar. Im Parenchym finden sich Silikat-Kristalle. Die verschiedenen Meranti-Arten lassen sich nur durch ihre Farbe und Dichte, nicht aber makroskopisch unterscheiden.

## Eigenschaften
Die Eigenschaften dieser Holzartengruppe variieren mit der Dichte des Holzes. Eine Eigenart von Meranti ist die Intensivierung der Holzfarbe mit der Zunahme der Dichte. Dark Red Meranti erreicht die Festigkeitseigenschaften der Eiche und hat ein gutes Stehvermögen. Es lässt sich gut bearbeiten, messern und schälen, leimen sowie polieren. Das Kernholz ist dauerhaft bis mäßig dauerhaft gegen Pilz- und Insektenbefall beständig. Light Red Meranti erreicht diese Qualitäten nicht. Light Red Meranti kann eine Rohdichte von ca. 0,53 g/cm³ und Dark Red Meranti von über 0,7 g/cm³ haben. Laut den Malaysian Grading Rules, die auch in Deutschland vom Handel akzeptiert werden, muss Dark Red Meranti eine Rohdichte von mindestens 0,55 g/cm³ aufweisen. Allerdings wird dies kaum noch erreicht, da die qualitativ hochwertigen Bestände zur Neige gehen und inzwischen andere Arten dem Meranti-Sortiment unerlaubterweise beigemischt werden. Das führt dazu, dass Festigkeit und Dauerhaftigkeit des Sortimentes mehr und mehr zu wünschen übrig lassen. 

## Verwendung
Merantiholz wird vielfältig eingesetzt: zur Furnier- und Sperrholzherstellung, zur Möbelfertigung, im Innenausbau oder auch für Fenster und Türen. Dark Red Meranti ist aufgrund seiner Eigenschaften und seiner geringen Pflegebedürftigkeit ein ideales Fensterholz. 